# Stalingrad (album Accept)
Stalingrad – trzynasty album heavymetalowej grupy Accept. Jest to druga płyta wydana po reaktywacji zespołu z nowym wokalistą Markiem Tornillo. Album został wydany przez Nuclear Blast, a za jego produkcję odpowiada po raz kolejny Andy Sneap.

## Lista utworów
1. Hung, Drawn and Quartered – 4:35
2. Stalingrad – 5:59
3. Hellfire – 6:07
4. Flash to Bang Time – 4:06
5. Shadow Soldiers – 5:47
6. Revolution – 4:08
7. Against the World – 3:36
8. Twist of Fate – 5:30
9. The Quick and the Dead – 4:25
10. Never Forget – 4:52 (utwór dodatkowy)
11. The Galley – 7:21

## Skład
- Mark Tornillo – wokal
- Wolf Hoffmann – gitara elektryczna
- Herman Frank – gitara elektryczna
- Peter Baltes – gitara basowa
- Stefan Schwarzmann – perkusja